# Lista de governadores coloniais de Angola
Segue-se uma lista dos governadores portugueses em Angola. As datas referem-se à tomada e cessação do cargo. As datas em itálico indicam a continuação de facto do cargo.
| Período                                                                 | Nome e título do governador                                                                                                  | Notas                                  |
| ----------------------------------------------------------------------- | --- | -------------------------------------- |
| Donataria do Reino de Sebaste na Conquista da Etiópia ou Guiné Inferior | |                                        |
| 1º de Fevereiro de 1575 - maio de 1589                                  | Paulo Dias de Novais, Governador e Capitão-Mor                                                                               | Donatário                              |
| Capitania-Geral do Reino de Angola                                      | |                                        |
| dezembro de 1589 - 1591                                                 | Luís Serrão, Governador e Capitão-General                                                                                    |                                        |
| 1591 - Junho de 1592                                                    | André Ferreira Pereira, Governador e Capitão-General                                                                         |                                        |
| Junho de 1592 - 8 de Dezembro de 1593                                   | Francisco de Almeida, Governador e Capitão-General                                                                           |                                        |
| 1593 - Augusto de 1595                                                  | Jerónimo de Almeida, Governador e Capitão-General                                                                            |                                        |
| Augusto de 1595 - 1602                                                  | João Furtado de Mendonça, Governador e Capitão-General                                                                       |                                        |
| 1602 - 1603                                                             | João Rodrigues Coutinho, Governador e Capitão-General                                                                        |                                        |
| 1603 - 1606                                                             | Manuel Cerveira Pereira, Governador e Capitão-General                                                                        | 1.º mandato                            |
| Setembro de 1607 - 1611                                                 | Manuel Pereira Forjaz, Governador e Capitão-General                                                                          |                                        |
| 1611 - 1615                                                             | Bento Banha Cardoso, Governador e Capitão-General                                                                            |                                        |
| 1615 - 1617                                                             | Manuel Cerveira Pereira, Governador e Capitão-General                                                                        | 2.º mandato                            |
| 1617 - 1621                                                             | Luís Mendes de Vasconcelos, Governador e Capitão-General                                                                     |                                        |
| 1621 - 1623                                                             | João Correia de Sousa, Governador e Capitão-General                                                                          |                                        |
| 1623                                                                    | Pedro de Sousa Coelho, Governador e Capitão-General                                                                          |                                        |
| 1623 - 1624                                                             | Simão de Mascarenhas, Governador e Capitão-General                                                                           |                                        |
| 1624 - 4 de Setembro de 1630                                            | Fernão de Sousa, Governador e Capitão-General                                                                                |                                        |
| 4 de Setembro de 1630 - 1635                                            | Manuel Pereira Coutinho, Governador e Capitão-General                                                                        |                                        |
| 1635 - 18 de Outubro de 1639                                            | Francisco de Vasconcelos da Cunha, Governador e Capitão-General                                                              |                                        |
| 18 de Outubro de 1639 até 1641                                          | Pedro César de Meneses, Governador e Capitão-General                                                                         |                                        |
| 1641 - Outubro de 1645                                                  | Pedro César de Meneses, Governador e Capitão-General                                                                         | Em oposição aos holandeses             |
| Outubro de 1645 - 1646                                                  | Francisco de Souto-Maior, Governador e Capitão-General                                                                       | Em oposição aos holandeses             |
| 1646 - 24 de Agosto de 1648                                             | Junta |                                        |
| 24 de Agosto de 1648 - 1651                                             | Salvador Correia de Sá e Benevides, Governador e Capitão-General                                                             |                                        |
| 1651 - Março de 1652                                                    | ..., Governador Interino |                                        |
| Março de 1652 - 1653                                                    | Rodrigo de Miranda Henriques, Governador e Capitão-General                                                                   |                                        |
| 1653 - Outubro de 1654                                                  | Bartolomeu de Vasconcelos da Cunha, Governador Interino                                                                      |                                        |
| Outubro 1654 - 18 de Abril de 1658                                      | Luís Martins de Sousa Chichorro, Governador e Capitão-General                                                                |                                        |
| 18 de Abril de 1658 - 1661                                              | João Fernandes Vieira, Governador e Capitão-General                                                                          |                                        |
| 1661 - Setembro de 1666                                                 | André Vidal de Negreiros, Governador e Capitão-General                                                                       |                                        |
| Setembro de 1666 - Fevereiro de 1667                                    | Tristão da Cunha, Governador e Capitão-General                                                                               |                                        |
| Fevereiro de 1667 - Agosto de 1669                                      | Junta |                                        |
| Agosto de 1669 - 1676                                                   | Francisco de Távora, Governador e Capitão-General                                                                            |                                        |
| 1676 - 1680                                                             | Pires de Saldanha de Sousa e Meneses, Governador e Capitão-General                                                           |                                        |
| 1680 - 1684                                                             | João da Silva e Sousa, Governador e Capitão-General                                                                          |                                        |
| 1684 - 1688                                                             | Luís Lobo da Silva, Governador e Capitão-General                                                                             |                                        |
| 1688 - 1691                                                             | João de Lencastre, Governador                                                                                                |                                        |
| 1691 - 1694                                                             | Gonçalo da Costa de Alcáçova Carneiro de Meneses, Governador e Capitão-General                                               |                                        |
| 1694 - 1697                                                             | Henrique Jacques de Magalhães, Governador e Capitão-General                                                                  |                                        |
| 1697 - 1701                                                             | Luís César de Meneses, Governador e Capitão-General                                                                          |                                        |
| 1701 - 1702                                                             | Bernardino de Távora de Sousa Tavares, Governador e Capitão-General                                                          |                                        |
| 20 de Novembro de 1705 - 4 de Outubro de 1709                           | Lourenço de Almada, 9.° Conde de Avranches, Governador e Capitão-General                                                     |                                        |
| 1709 - 1713                                                             | António de Saldanha de Albuquerque Castro e Ribafria, Governador e Capitão-General                                           |                                        |
| 1713 - 1717                                                             | João Manuel de Noronha, Governador e Capitão-General                                                                         |                                        |
| 1717 - 1722                                                             | Henrique de Figueiredo e Alarcão, Governador e Capitão-General                                                               |                                        |
| 1722 - 1725                                                             | António de Albuquerque Coelho de Carvalho, Governador e Capitão-General                                                      |                                        |
| 1725 - 1726                                                             | José Carvalho da Costa, Governador Interino                                                                                  |                                        |
| 1726 - 1732                                                             | Paulo Caetano de Albuquerque, Governador e Capitão-General                                                                   |                                        |
| 1732 - 1738                                                             | Rodrigo César de Meneses, Governador e Capitão-General                                                                       |                                        |
| 1738 - 1748                                                             | João Joaquim Jacques de Magalhães, Governador e Capitão-General                                                              |                                        |
| 1748 - 1749                                                             | Fonseca Coutinho, Governador Interino                                                                                        |                                        |
| 1749 - 1753                                                             | António de Almeida Soares Portugal, Marquês do Lavradio, Governador e Capitão-General                                        |                                        |
| 1753 - 1758                                                             | António Álvares da Cunha, Governador e Capitão-General                                                                       |                                        |
| 1758 - 1764                                                             | António de Vasconcelos, Governador e Capitão-General                                                                         |                                        |
| 1764 - 1772                                                             | Francisco Inocêncio de Sousa Coutinho, Governador e Capitão-General                                                          |                                        |
| 1772 - 1779                                                             | António de Lencastre , Governador e Capitão-General                                                                          |                                        |
| 1779 - 1782                                                             | José Gonçalo da Gama, Governador e Capitão-General ou João de Câmara, Governador e Capitão-General                           |                                        |
| 1782 - 1784                                                             | Juntas |                                        |
| 1784 - 1790                                                             | José de Almeida e Vasconcelos de Soveral e Carvalho Soares de Albergaria, 1.º Visconde da Lapa, Governador e Capitão-General |                                        |
| 1790 - 1797                                                             | Manuel de Almeida e Vasconcelos de Soveral, 1.º Conde da Lapa, Governador e Capitão-General                                  |                                        |
| 1797 - 1802                                                             | Miguel António de Melo, Governador e Capitão-General                                                                         |                                        |
| 1802 - 1806                                                             | Fernando António de Noronha, Governador e Capitão-General                                                                    |                                        |
| 1806 - 1807                                                             | ..., Governador e Capitão-General                                                                                            |                                        |
| 1807 - 1810                                                             | António de Saldanha da Gama, Governador e Capitão-General                                                                    |                                        |
| 1810 - 1815                                                             | José de Oliveira Barbosa, Governador e Capitão-General                                                                       |                                        |
| 1816 - 1819                                                             | Luís da Mota Feio e Torres, Governador e Capitão-General                                                                     |                                        |
| 1819 - 1821                                                             | Manuel Vieira de Albuquerque Touvar, Governador e Capitão-General                                                            |                                        |
| 1821 - 1822                                                             | Joaquim Inácio de Lima, Governador e Capitão-General                                                                         |                                        |
| 1822 - 1823                                                             | Junta Provisória do Governo                                                                                                  |                                        |
| 1823 - 1824                                                             | Cristóvão Avelino Dias, Governador e Capitão-General                                                                         |                                        |
| 1824 - 1829                                                             | Nicolau de Abreu Castelo Branco, Governador e Capitão-General                                                                |                                        |
| 1829 - 1834                                                             | José Maria de Sousa Macedo Almeida e Vasconcelos, 1.° Barão de Santa Comba Dão, Governador e Capitão-General                 |                                        |
| Província de Angola                                                     | |                                        |
| 1834 - 1836                                                             | Junta Governativa |                                        |
| 1836                                                                    | Domingos de Saldanha Oliveira e Daun, Prefeito                                                                               |                                        |
| 1836 - 1837                                                             | Junta Governativa |                                        |
| 1837 - 1839                                                             | Manuel Bernardo Vidal, Governador-Geral                                                                                      |                                        |
| 1839                                                                    | António Manuel de Noronha, Governador-Geral                                                                                  |                                        |
| 1839 - 1842                                                             | Manuel Eleutério Malheiro, Governador-Geral Interino                                                                         |                                        |
| 1842 - 1843                                                             | José Xavier Bressane Leite, Governador-Geral                                                                                 |                                        |
| 1843 - 1844                                                             | Conselho de Governo |                                        |
| 1844 - 1845                                                             | Lourenço Germack Possollo, Governador-Geral                                                                                  |                                        |
| 1845 - 1848                                                             | Pedro Alexandrino da Cunha, Governador-Geral                                                                                 |                                        |
| 1848 - 1851                                                             | Adrião Acácio da Silveira Pinto, Governador-Geral                                                                            |                                        |
| 1851 - 1853                                                             | António Sérgio de Sousa, Governador Interino                                                                                 |                                        |
| 19 de Fevereiro - 29 de Setembro de 1853                                | António Ricardo Graça, Governador Interino                                                                                   |                                        |
| 30 de Setembro de 1853 - 27 de Maio de 1854                             | Miguel Ximenes Gomes Rodrigues Sandoval de Castro e Viegas, 1.° Visconde do Pinheiro, Governador-Geral                       |                                        |
| 1854                                                                    | Governo Provisório |                                        |
| 18 de Outubro de 1854 - 8 de Agosto de 1860                             | José Rodrigues Coelho do Amaral, Governador-Geral                                                                            | 1.º mandato                            |
| 1860 - 1861                                                             | Carlos Augusto Franco, Governador-Geral                                                                                      |                                        |
| 1861 - 1862                                                             | Sebastião Lopes de Calheiros e Meneses, Governador-Geral                                                                     |                                        |
| 1862 - 1865                                                             | José Baptista de Andrade, Governador-Geral                                                                                   | 1.º mandato                            |
| 1865 - 1866                                                             | Conselho de Governo |                                        |
| 1866 - 1869                                                             | Francisco António Gonçalves Cardoso, Governador-Geral                                                                        |                                        |
| 1869 - 1870                                                             | José Rodrigues Coelho do Amaral, Governador-Geral                                                                            | 2.º mandato                            |
| 1870                                                                    | Joaquim José da Graça, Governador Interino                                                                                   |                                        |
| 1870 - 1873                                                             | José Maria da Ponte e Horta, Governador-Geral                                                                                |                                        |
| 1873 - 1876                                                             | José Baptista de Andrade, Governador Interino                                                                                | 2.º mandato                            |
| 1876                                                                    | Conselho Governativo |                                        |
| 1876 - 1878                                                             | Caetano Alexandre de Almeida e Albuquerque, Governador-Geral                                                                 |                                        |
| 1878 - 1880                                                             | Vasco Guedes de Carvalho e Meneses, Governador-Geral                                                                         |                                        |
| 1880 - 1882                                                             | António Eleutério Dantas, Governador-Geral                                                                                   |                                        |
| 1882                                                                    | Conselho Governativo |                                        |
| 1882 - 14 de Fevereiro de 1885                                          | Francisco Joaquim Ferreira do Amaral, Governador-Geral                                                                       |                                        |
| 14 de Fevereiro de 1885 - 1886                                          | Francisco Joaquim Ferreira do Amaral, Governador-Geral                                                                       |                                        |
| 1886                                                                    | Conselho Governativo |                                        |
| 1886 - 1892                                                             | Guilherme Augusto de Brito Capelo, Governador-Geral                                                                          |                                        |
| 25 de Agosto de 1892 a Setembro de 1893                                 | Jaime Lobo de Brito Godins, Governador Interino                                                                              |                                        |
| 1893 - 1894                                                             | Álvaro António da Costa Ferreira, Governador-Geral                                                                           | 1.º mandato                            |
| 1894                                                                    | Augusto Frutuoso Figueiredo de Barros, Governador interino                                                                   | Major, secretário geral de 1893 a 1895 |
| 1894 - 1895                                                             | Francisco Eugénio Pereira de Miranda, Governador-Geral                                                                       |                                        |
| 1895 - 1896                                                             | Álvaro António da Costa Ferreira, Governador-Geral                                                                           | 2.º mandato                            |
| 1896 - 1897                                                             | Guilherme Augusto de Brito Capelo, Comissário Régio                                                                          |                                        |
| 1897                                                                    | Conselho Governativo |                                        |
| 1897 - 1900                                                             | António Duarte Ramada Curto, Governador-Geral                                                                                | 1.º mandato                            |
| 1900 - 1903                                                             | Francisco Xavier Cabral de Oliveira Moncada, Governador-Geral                                                                |                                        |
| 1903 - 1904                                                             | Eduardo Augusto Ferreira da Costa, Governador Interino                                                                       | 1.º mandato                            |
| 1904                                                                    | Custódio Miguel de Borja, Governador-Geral                                                                                   |                                        |
| 1904 - 1906                                                             | António Duarte Ramada Curto, Governador-Geral                                                                                | 2.º mandato                            |
| 1906                                                                    | Ernesto Augusto Gomes de Sousa, Governador Interino                                                                          |                                        |
| 1906 - 1907                                                             | Eduardo Augusto Ferreira da Costa, Governador-Geral                                                                          | 2.º mandato                            |
| 1907                                                                    | Ernesto Augusto Gomes de Sousa, Governador Interino                                                                          |                                        |
| Junho de 1907 - Junho de 1909                                           | Henrique Mitchell de Paiva Couceiro, Governador Interino                                                                     |                                        |
| 1909                                                                    | Álvaro António da Costa Ferreira, Governador Interino                                                                        |                                        |
| 1909                                                                    | Conselho Governativo |                                        |
| 1909 - 1910                                                             | José Augusto Alves Roçadas, Governador-Geral                                                                                 |                                        |
| 1910 - 1911                                                             | Caetano Francisco Cláudio Eugénio Gonçalves, Governador Interino                                                             |                                        |
| 1911 - 1912                                                             | Manuel Maria Coelho, Governador-Geral                                                                                        |                                        |
| 1912                                                                    | Manuel Moreira da Fonseca, Encarregado do Governo                                                                            |                                        |
| 1912                                                                    | António Eduardo Romeiras de Macedo, Governador Interino                                                                      |                                        |
| 1912 - 15 de Agosto de 1914                                             | José Maria Mendes Ribeiro Norton de Matos, Governador-Geral                                                                  |                                        |
| Colónia de Angola                                                       | |                                        |
| 15 de Agosto de 1914 - 1915                                             | José Maria Mendes Ribeiro Norton de Matos, Governador-Geral                                                                  |                                        |
| 1915                                                                    | Mário Teixeira Malheiros, Encarregado do Governo                                                                             |                                        |
| 1915                                                                    | António Júlio da Costa Pereira de Eça, Governador-Geral                                                                      |                                        |
| 1915                                                                    | Conselho de Governo |                                        |
| 1915 - 1916                                                             | Francisco Pais Teles de Utra Machado, Governador Provisório                                                                  |                                        |
| 1916 - 1917                                                             | Pedro Francisco Massano de Amorim, Governador-Geral                                                                          |                                        |
| 1917 - 1918                                                             | Jaime Alberto de Castro de Morais, Governador Interino                                                                       |                                        |
| 1918 - 1919                                                             | Filomeno da Câmara de Melo Cabral, Governador-Geral                                                                          |                                        |
| 1919                                                                    | António Nogueira Mimoso Guerra, Governador Interino                                                                          |                                        |
| 1919 - 1920                                                             | Francisco Coelho do Amaral Reis, 1.° Visconde de Pedralva, Governador-Geral                                                  |                                        |
| 1920                                                                    | Isidoro Pedro Leger Pereira Leite, Governador Interino                                                                       |                                        |
| 1920 - 1921                                                             | José Inácio da Silva, Governador Interino                                                                                    |                                        |
| 1921                                                                    | José de Abreu Barbosa Bacelar, Encarregado do Governo                                                                        |                                        |
| 1921 - 1923                                                             | José Mendes Ribeiro Norton de Matos, Alto Comissário                                                                         |                                        |
| 1923 - 1924                                                             | Miguel de Almeida Santos, Encarregado do Governo                                                                             |                                        |
| 1924                                                                    | João Augusto Crispiniano Soares, Encarregado do Governo                                                                      |                                        |
| 1924 - 1925                                                             | Antero Tavares de Carvalho, Governador Interino                                                                              |                                        |
| 1925 - 1926                                                             | Francisco da Cunha Rego Chaves, Alto Comissário                                                                              |                                        |
| 1926                                                                    | Artur de Sales Henriques, Encarregado do Governo                                                                             |                                        |
| 1926 - 1928                                                             | António Vicente Ferreira, Alto Comissário                                                                                    |                                        |
| 1928 - 1929                                                             | António Damas Mora, Governador Interino                                                                                      |                                        |
| 1929 - 1930                                                             | Filomeno da Câmara de Melo Cabral, Alto Comissário                                                                           |                                        |
| 1930 - 31 Mar a 03 Jul                                                  | Bento Esteves Roma, Governador-Geral                                                                                         |                                        |
| 1930 - 1931                                                             | José Dionísio Carneiro de Sousa e Faro, Governador-Geral                                                                     |                                        |
| 1931 - 1934                                                             | Eduardo Ferreira Viana, Encarregado do Governo e Governador Interino                                                         |                                        |
| 1934 - 1935                                                             | Júlio Garcês de Lencastre, Encarregado do Governo                                                                            |                                        |
| 1935 - 1939                                                             | António Lopes Mateus, Governador-Geral                                                                                       |                                        |
| 1939                                                                    | José Diogo Ferreira Martins, Encarregado do Governo                                                                          |                                        |
| 1939 - 1941                                                             | Manuel da Cunha e Costa Marques Mano, Governador-Geral                                                                       |                                        |
| 1942                                                                    | Abel de Abreu Sotto Mayor, Encarregado do Governo                                                                            |                                        |
| 1942 - 1943                                                             | Álvaro de Freitas Morna, Governador-Geral                                                                                    |                                        |
| 1943                                                                    | José Ferreira Rodrigues de Figueiredo dos Santos, Encarregado do Governo                                                     |                                        |
| 1943                                                                    | Manuel Pereira Figueira, Encarregado do Governo                                                                              |                                        |
| 1943 - 1947                                                             | Vasco Lopes Alves, Governador-Geral                                                                                          |                                        |
| 1947                                                                    | Fernando Falcão Pacheco Mena, Encarregado do Governo                                                                         |                                        |
| 1947 - 11 de Junho de 1951                                              | José Agapito da Silva Carvalho, Governador-Geral                                                                             |                                        |
| Província de Angola                                                     | |                                        |
| 11 de Junho de 1951 - 1955                                              | José Agapito da Silva Carvalho, Governador-Geral                                                                             |                                        |
| 1955 - 1956                                                             | Manuel de Gusmão de Mascarenhas Gaivão, Alto Comissário e Governador-Geral                                                   |                                        |
| 10 de Janeiro de 1956 - 15 de Janeiro de 1960                           | Horácio José de Sá Viana Rebelo, Alto Comissário e Governador-Geral                                                          |                                        |
| 15 de Janeiro de 1960 - 23 de Junho de 1961                             | Álvaro Rodrigues da Silva Tavares, Alto Comissário e Governador-Geral                                                        |                                        |
| 23 de Junho de 1961 - 26 de Setembro de 1962                            | Venâncio Augusto Deslandes, Alto Comissário e Governador-Geral                                                               |                                        |
| 26 de Setembro de 1962 - 27 de Outubro de 1966                          | Silvino Silvério Marques, Alto Comissário e Governador-Geral                                                                 | 1.º mandato                            |
| 27 de Outubro de 1966 - 1971                                            | Camilo Augusto de Miranda Rebocho Vaz, Alto Comissário e Governador-Geral                                                    |                                        |
| Estado de Angola                                                        | |                                        |
| 1971 - Outubro de 1972                                                  | Camilo Augusto de Miranda Rebocho Vaz, Alto Comissário e Governador-Geral                                                    |                                        |
| Outubro de 1972 - Maio de 1974                                          | Fernando Augusto Santos e Castro, Alto Comissário e Governador-Geral                                                         |                                        |
| Maio - 15 de Junho de 1974                                              | Joaquim Franco Pinheiro, Alto Comissário e Governador Interino                                                               |                                        |
| 15 de Junho - 24 de Julho de 1974                                       | Silvino Silvério Marques, Alto Comissário e Governador-Geral                                                                 | 2.º mandato                            |
| 24 de Julho - 29 de Novembro de 1974                                    | António Alva Rosa Coutinho, Alto Comissário e Governador-Geral Interino                                                      |                                        |
| 29 de Novembro de 1974 - 28 de Janeiro de 1975                          | António Alva Rosa Coutinho, Alto Comissário e Governador-Geral                                                               |                                        |
| 28 de Janeiro - 2 de Agosto de 1975                                     | António da Silva Cardoso, Alto Comissário e Governador-Geral                                                                 |                                        |
| 2 de Agosto - 26 de Agosto de 1975                                      | Ernesto António Luís Ferreira de Macedo, Alto Comissário e Governador-Geral Interino                                         |                                        |
| 26 de Agosto - 10 de Novembro de 1975                                   | Leonel Alexandre Gomes Cardoso, Alto Comissário e Governador-Geral                                                           |                                        |
| República Popular de Angola                                             | |                                        |
| Independência a 10 de Novembro/11 de Novembro de 1975                   | Presidentes da República de Angola                                                                                           |                                        |

## Governadores Holandeses de Angola
| Período                    | Incumbente                            | Notas |
| -------------------------- | ------------------------------------- | ----- |
| África Ocidental Holandesa |                                       |       |
| 1641 - 1642                | Pieter Moorthamer, Director           |       |
| 1642 - 1648                | Cornelis Hendrikszoon Ouman, Director |       |